# Château de Peteghem
Le château de Peteghem est situé à Wortegem-Petegem en Belgique. Il est l’œuvre de l'architecte François Coppens.

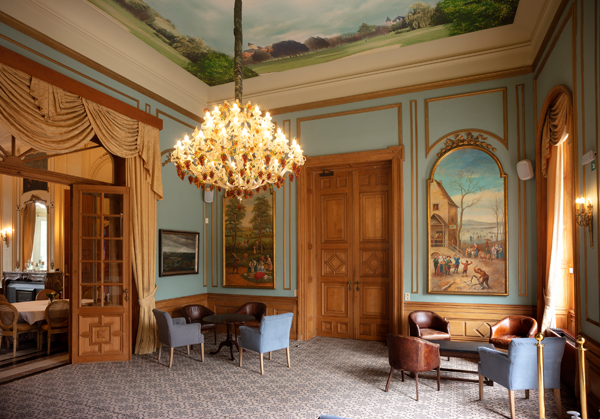
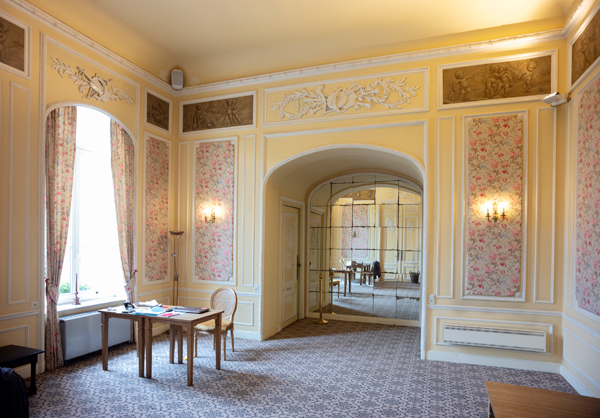
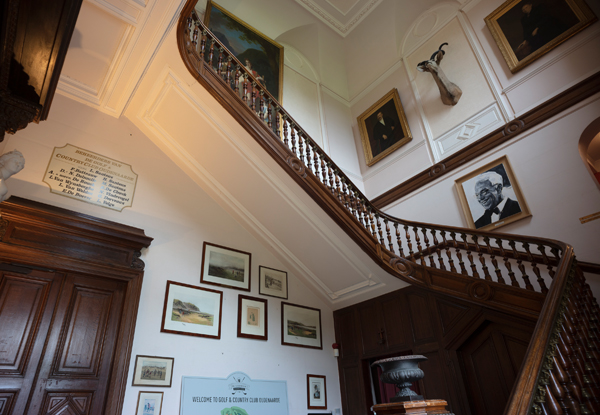